# Фуад Шашиваревич
Фуад Шашиваревич (босн. Fuad Šašivarević, нар. 14 серпня 1968, Баня-Лука) — югославський та боснійський футболіст, що виступав на професійному рівні у 1988—2003 роках.
Володар Кубка Мітропи.

## Клубна кар'єра
Народився 14 серпня 1968 року в місті Баня-Лука. Вихованець футбольної школи клубу «Борац» (Баня-Лука). Дорослу футбольну кар'єру розпочав 1988 року в основній команді того ж клубу, в якій провів чотири сезони, взявши участь у 48 матчах чемпіонату. За цей час виборов титул володаря Кубка Мітропи.
Своєю грою за цю команду привернув увагу представників тренерського штабу клубу «Рієка», до складу якого приєднався 1992 року. Відіграв за команду з Рієки наступні два сезони своєї ігрової кар'єри. Більшість часу, проведеного у складі «Рієки», був основним гравцем команди.
Згодом з 1994 по 2001 рік грав у складі команд «Динамо» (Загреб), «Сегеста», «Загреб», «Юрдінген 05», «Загреб» та «Єдинство» (Бихач).
До складу клубу «Сараєво» приєднався 2001 року.

## Виступи за збірну
У 1996 році дебютував в офіційних матчах у складі національної збірної Боснії і Герцеговини.

## Титули і досягнення
- Володар Кубка Мітропи (1):

«Борац» (Баня-Лука): 1992